# Plužac
Plužac (serbisches Kyrillisch: Плужац) ist ein Dorf im Westen Serbiens. Das Dorf liegt 3 km nordwestlich der Gemeindehauptstadt Osečina. 
Bekannt ist das Dorf in der Gegend durch das neu erbaute serbisch-orthodoxe Männerkloster (Manastir Plužac).

## Geographie und Bevölkerung
Durch das Dorfgebiet fließen die Flüsse Pecka und Jadar. Plužac liegt am rechten Ufer des Flusses Jadar auf einem Hangrücken der die zwei Flusstäler des Jadar und der Tamnava abgrenzt,  in der Opština Osečina, im Okrug Kolubara in Westzentralserbien in der westlichen Podgorina, einer historischen Region. 

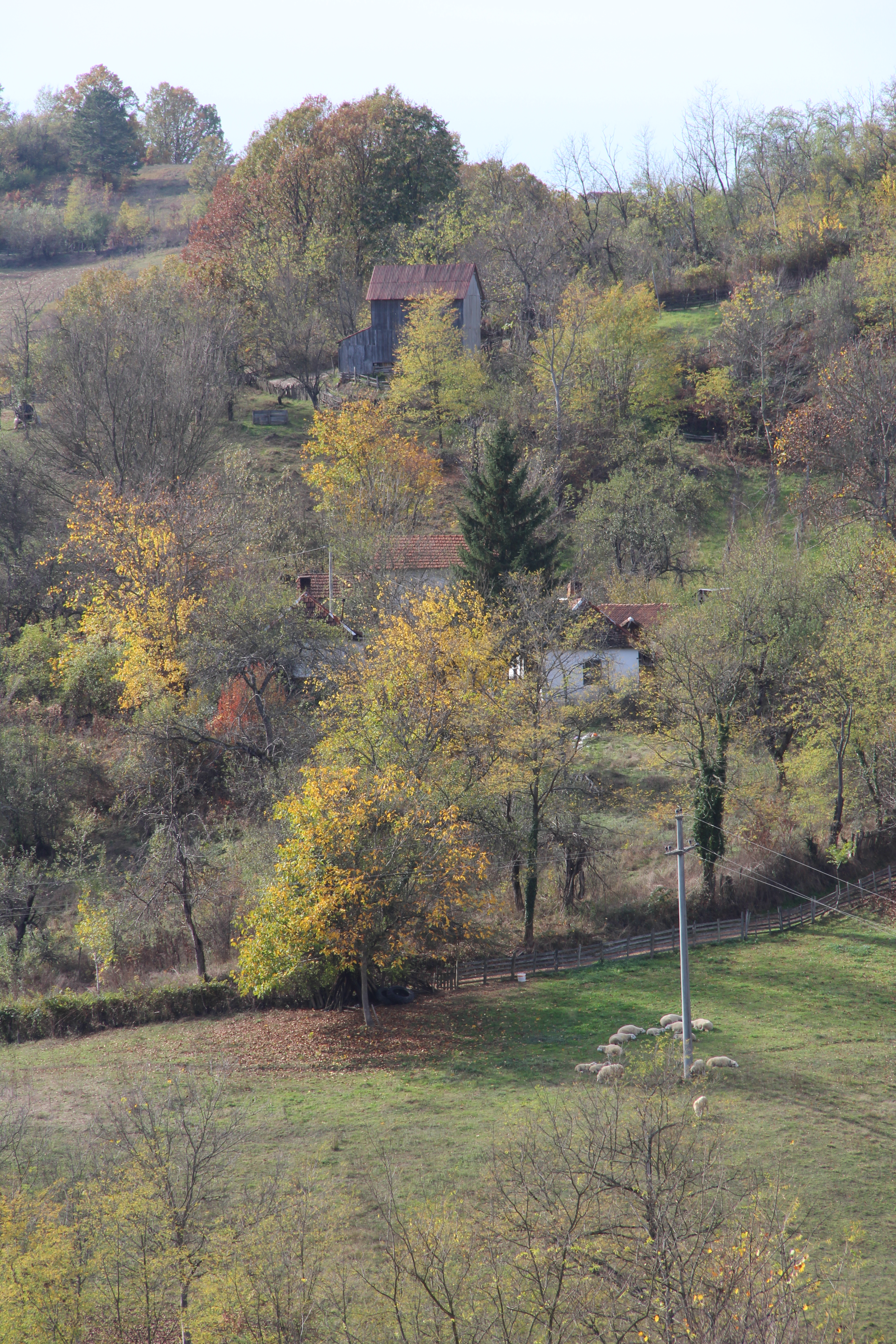
Blick auf ein Gehöft im Dorf mit Schafherde

Die linke Uferseite des Jadar, der von Westen das Dorf durchfließt, gehört ebenfalls zum Dorfgebiet, ist aber unbewohnt, da die Pecka von Süden kommend aus dem Gebirge Medvednik aus dem Podrinje-Okrug dort in den Jadar mündet. 
Die Häuser des Dorfes liegen auf teilweise unebenen steilen Hängen und Hügeln, die teilweise durch kleinere Schluchten getrennt sind, oberhalb der Flussläufe des Jadars und der Pecka, wobei es auch flache Gebiete am Jadarlauf, an der Flussmündung der Pecka und bei der Ostružanjska Reka gibt. Auch bestehen viele kleinere Bäche und Quellen im Dorf, die meistens die Namen der umliegenden Weiler tragen. 

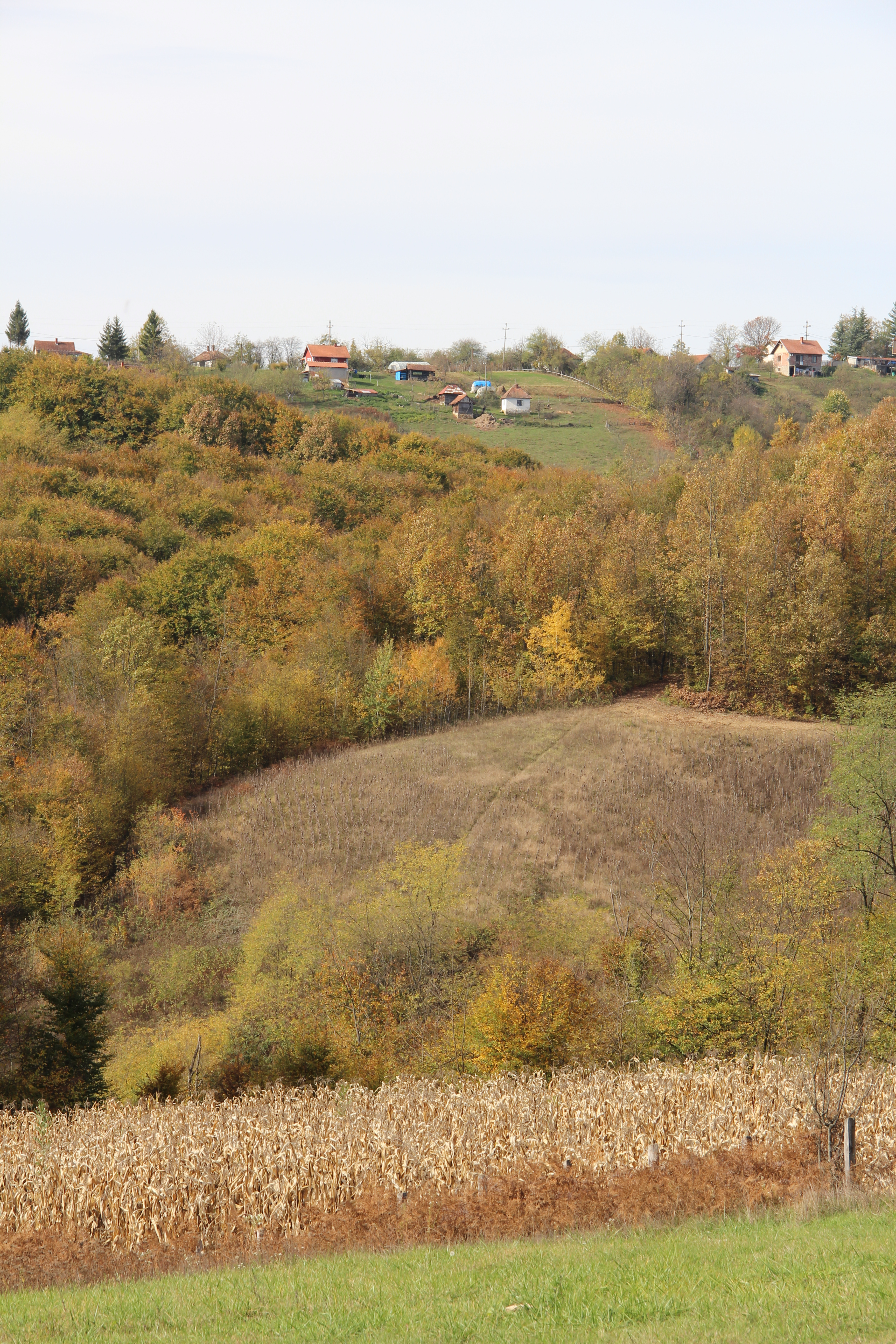
Feld und Wald im Herbst mit Blick auf einen Weiler von Plužac

Das Land in den flacheren Gebieten ist sehr fruchtbar und wird landwirtschaftlich und für die Viehzucht genutzt, während in den hügligeren Gebieten, an den Ausläufern der Südseite der Hänge, die Böden eher trocken sind und kaum Landwirtschaft dort betrieben wird. Um das Dorf bestehen große Laubwälder. 
Das Dorf hatte bei der Volkszählung 2011 517 Einwohner, während es 2002 nur 463 Einwohner waren. Das Dorf verzeichnet einen Bevölkerungszuwachs. Der Ort besteht aus 152 Haushalten.
Die Bevölkerung setzt sich aus Serben zusammen. Das Dorf ist vom Typus einer  Streusiedlung, bestehend aus mehreren Kleinweilern dem  Maleševići, Baćukići und Nedeljkovići, die zusammen die zwei Großweiler Gornja und Donja Mala bilden.  

### Demographie
| Jahr | Einwohnerzahl |
| ---- | ------------- |
| 1948 | 964           |
| 1953 | 940           |
| 1961 | 906           |
| 1971 | 823           |
| 1981 | 736           |
| 1991 | 532           |
| 2002 | 463           |
| 2011 | 517           |

## Geschichte
Plužac ist ein sehr altes Dorf es wird bereits in der ersten Hälfte des 17. Jahrhunderts erwähnt. Es befand sich früher nördlich des Flusslaufes des Jadar nahe der Stadt Osečina und galt als ein Weiler von dieser. Die heutige alte serbisch-orthodoxe Kirche der Stadt befand sich damals auf dem Gebiet des Dorfes und hieß: Plužačka crkva. Diese Kirche wurde mehrmals von den Türken zerstört und von den Bewohnern der Stadt wieder aufgebaut. Mit den Jahren verschob sich das Dorf immer mehr nach Süden und es entstand das heutige eigenständige Dorf am heutigen Platz.  

### Legende über die Entstehung des Dorfnamens
Über den Dorfnamen besteht folgende Volkslegende: Früher war Plužac ein Weiler der Stadt Osečina. Und am Platz des heutigen Dorfes befand sich damals ein großer Sumpf namens Bostan. Als eines Tages einige Bewohner von Plužac nahe dem Sumpf mit Ochsen Felder bestellten, erschreckten sich die Tiere vor den Frauen, die den Bauern das Essen brachten und liefen mit dem Pflug in den Sumpf und ertranken. Als nach einigen Jahren der Jadar den Sumpf überschwemmte, wurde der Pflug an die Stelle des heutigen Dorfes getrieben. Und Plužac bekam so seinen Namen. 

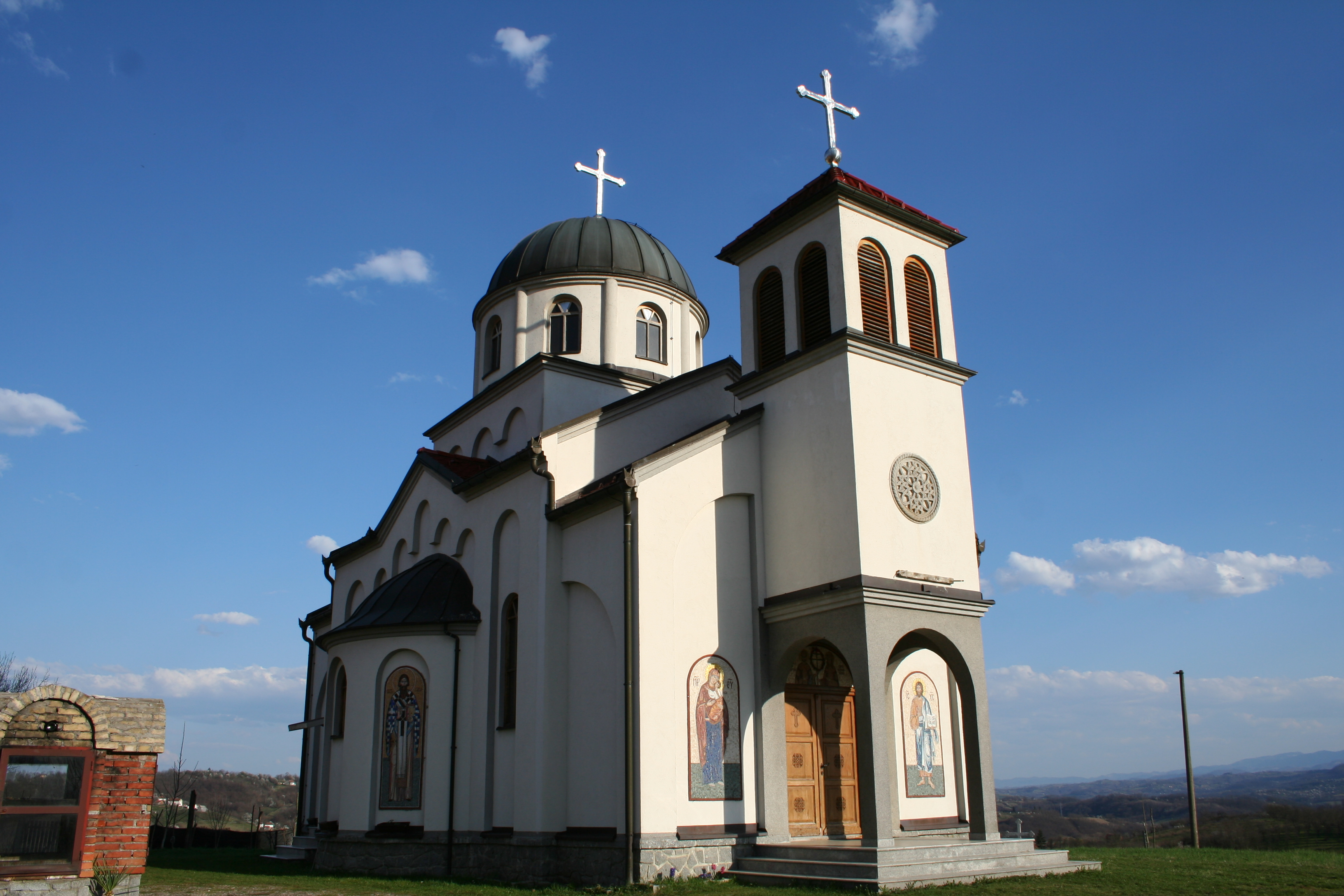
Die Klosterkirche des Klosters Plužac, geweiht dem Hl. Zaren Konstantin und der Hl. Zarin Helena

## Religion
Die Bevölkerung des Ortes bekennt sich zur Serbisch-Orthodoxen Kirche. In Plužac steht die neu erbaute serbisch-orthodoxe Kirche Hl. Zar Konstantin und Zarin Helena, die 2011 zum Mönchskloster erhoben wurde, auch bekannt als Manastir Plužac. 
Derzeitiger Abt des Klosters ist Danilo (Jokić). Das Kloster steht im Dekanat Podgorina der Eparchie Valjevo der Serbisch-Orthodoxen Kirche. Es ist bisher das einzige Kloster im Dekanat und der Gemeinde Osečina. 
Die Slava des Dorfes ist Christi-Himmelfahrt (Spasovdan). Plužac verfügt über einen serbisch-orthodoxen Dorffriedhof. 

## Belege
- Infos zum Kloster auf der Seite der Eparchie Valjevo, (serbisch)
- Informationen über das Dorf auf der Seite poreklo.rs, (serbisch)
- Књига 9, Становништво, упоредни преглед броја становника 1948, 1953, 1961, 1971, 1981, 1991, 2002, подаци по насељима, Републички завод за статистику, Београд, мај 2004, ISBN 86-84433-14-9
- Књига 1, Становништво, национална или етничка припадност, подаци по насељима, Републички завод за статистику, Београд, фебруар 2003, ISBN 86-84433-00-9
- Књига 2, Становништво, пол и старост, подаци по насељима, Републички завод за статистику, Београд, фебруар 2003, ISBN 86-84433-01-7